# Championnats d'Europe de char à voile 1973
Navigation
1972 1974
Les 11e Championnats d'Europe de char à voile 1973, organisés par le pays hôte sous l'égide de la fédération internationale du char à voile, se sont déroulés à Berck dans le département du Pas-de-Calais en France,.

## Podiums
| Épreuve  | Or                  | Argent          | Bronze            |
| Classe 1 | Bertrand Deflandre  | Christian Nau   | Jeff Wood         |
| Classe 2 | Jean Jacques Sensey | Bernard Legrand | Georges Tricart   |
| Classe 3 | Michel Morel        | Julien Daniel   | Philippe Houillez |

| Épreuve | Or                | Argent      | Bronze       |
| Femmes  | Dominique Sommier | Helga Junge | Vivian Ellis |

## Tableau des médailles par nation
| Rang | Nation      | Or | Argent | Bronze | Total |
| ---- | ----------- | -- | ------ | ------ | ----- |
| 1    | France      | 3  | 3      | 2      | 8     |
| 2    | Royaume-Uni | -  | -      | 1      | 1     |

| Rang | Nation      | Or | Argent | Bronze | Total |
| ---- | ----------- | -- | ------ | ------ | ----- |
| 1    | France      | 1  | -      | -      | 1     |
| 2    | Allemagne   | -  | 1      | -      | 1     |
| 3    | Royaume-Uni | -  | -      | 1      | 1     |